# グットルム・シグルツソン
グットルム・シグルツソン（古ノルド語：Guttormr Sigurðarson, ノルウェー語：Guttorm Sigurdsson, 1199年 - 1204年8月11日）は、ノルウェー内乱時代の王（在位：1204年1月2日 - 8月11日）。ノルウェー王スヴェレ・シグルツソンの孫として、わずか4歳のときに、ビルケバイン党により王位につけられた。明らかにグットルムを取り巻く状況を制御できていなかったが、ホーコン狂伯（en）による事実上の摂政政治下でのグットルムの即位は、ビルケバイン党とデンマーク王ヴァルデマー2世の軍事的支援を受けたバグリ党の新たな対立につながった。
まだ幼かった王が突然病気にかかり死去したことにより、治世は突然終わった。ビルケバイン党の間では、グットルムの病気と死はホーコン狂伯と結婚することとなるクリスティーナ・ニルスドッテル（en、スウェーデン王エリク9世の孫）によるものであるとされていたが、現代の歴史家はこれを疑わしいとしている。グットルムの死後、1207年に和解が成立し一時的に王国が分割されるまで、小規模な内戦が続いた。王位についたとされているにもかかわらず、グットルムはノルウェーの公式の君主一覧には含まれていない。

## 生涯

### 即位
グットルムはシグル・ラヴァールの庶子として生まれ、ノルウェー王スヴェレ・シグルツソンの孫にあたる。母については不明である。シグル・ラヴァールはその父スヴェレ・シグルツソン（1202年没）に先立って死去し、弟ホーコン3世がスヴェレ王の跡を継いでノルウェー王となった。ホーコン3世は死去する1204年1月1日まで王位についていた。ホーコン3世はその短い治世の間に、ビルケバイン党とバグリ党の間の和平と再統一のための政策を行っていたが、その死後に両党の関係は崩壊し、ノルウェー内乱の新たな段階が始まった。ビルケバイン党の一部はバグリ党との和解というホーコン3世の政策に不満を持っていたため、それがホーコン3世の死につながった可能性があり、その後ビルケバイン党内の権力はすぐにホーコン狂伯側の派閥に移った。
ホーコン3世の死の翌日に、ビルケバイン党はベルゲン司教マルティヌスと協議し、親族会議でグットルムを王に任命した。スヴェレ・シグルツソンの甥ホーコン狂伯は同時に、傭兵と軍の指導者として摂政に任命された。『バグルンガのサガ（en）』によると、まだ幼い王は剣を取り、それをホーコンに取り付け、盾を手渡した。グットルムはさらに、すべての首長の同意を得て、ホーコンに伯爵の称号を与え、ホーコンを王座の自身の隣に座らせたという。したがって、ホーコンの飛びぬけて強力な地位は、伯爵の慣習による低い席ではなく、王と同じ高さに座っていることによって象徴づけられたのである。スヴェレ王のもう一人の甥であるペーテル・ストイパは、スヴェレ王の娘セシリアの夫であるエイナル・コングスモーグとともに、グットルムの後見人に任じられた。

### 反乱と死
好戦的で権力に飢えたホーコン狂伯（バグリ党は「狂犬」と呼んだ）が重要な役職に任じられたことは、ビルケバイン党内の対立とバグリ党との関係の悪化につながった。ホーコン狂伯が地位を得たことにより、バグリ党はビルケバイン党との和解の望みはあまりないと信じるようになった。そのため、バグリ党はデンマークに向かい、1203年に党の一部が王に推戴しようとしたマグヌス5世の庶子とされるアーリング・スタインヴェグを中心として団結した。バグリ党の反乱は、デンマーク王ヴァルデマー2世からの支持を受けた。ヴァルデマー2世は、ノルウェーのヴィケンに対しかつてデンマークが保持していた大君主の地位を取り戻そうとした。
ヴァルデマー2世は6月に300隻以上の船を率いてヴィケンに到着し、アーリングはトンスベルグでヴァルデマー2世による神明裁判を受けた。次に、ヴァルデマー2世は35隻の船をアーリングに与え、フィリップス・シモンソン（バグリ党の別の対立者）と共に、ヴァルデマー2世への忠誠を誓った。フィリップスの王位に対する主張はヴァルデマー2世と教会の両方によって支持されたが、最終的にバグリ党はアーリングを王とし、フィリップスをハウガティングとボルガーティング（ノルウェー南東部の議会）の伯爵とし、バグリ党はすぐにヴィケンの支配権を獲得した。グットルムは、春または初夏にトロンハイムの議会（オイラティング）で、ビルケバイン党により王 (konungstekja) とされた。ホーコン狂伯がバグリ党と戦うために軍隊を集めている最中、おそらく議会（オイラティング）での2回目の軍事会合において、グットルムは突然病気になり、8月11日に死去した。グットルムはトロンハイムのニーダロス大聖堂に埋葬された。
『バグルンガのサガ（en）』には、グットルムの病気と死は、グットルムの死の直後にホーコン狂伯と結婚したスウェーデン生まれのクリスティーナ・ニルスドッテルによって引き起こされたと記されている。現代の歴史家は、数ヶ月前のホーコン3世の突然の死に関してビルケバイン党によって広められた噂に由来しており、クリスティーナがグットルムの死の原因であることは疑わしいとし、クリスティーナの叔母であるスヴェレ王の未亡人マルグレーテ（スウェーデン王エリク9世の娘）によりホーコンが毒殺されたとしている。ホーコン狂伯は信頼されておらず、強大な権力を持つ敵を作っていたため、グットルムの後継者としての王座を狙う試みは失敗に終わった。グットルムの死後、彼の後継者であるインゲ・ボードソンとバグリ党の間で低強度の内戦が続いたが、1207年にインゲ、ホーコン狂伯、新しいバグリ党の僭称者フィリップス・シモンソンの間で和解が成立し、数年間王国が分割された。